# Wald (Saarwellingen)
Mit Wald wird ein nach dem Zweiten Weltkrieg planmäßig angelegter Ortsteil von Saarwellingen mit ungefähr 1500 Einwohnern bezeichnet.

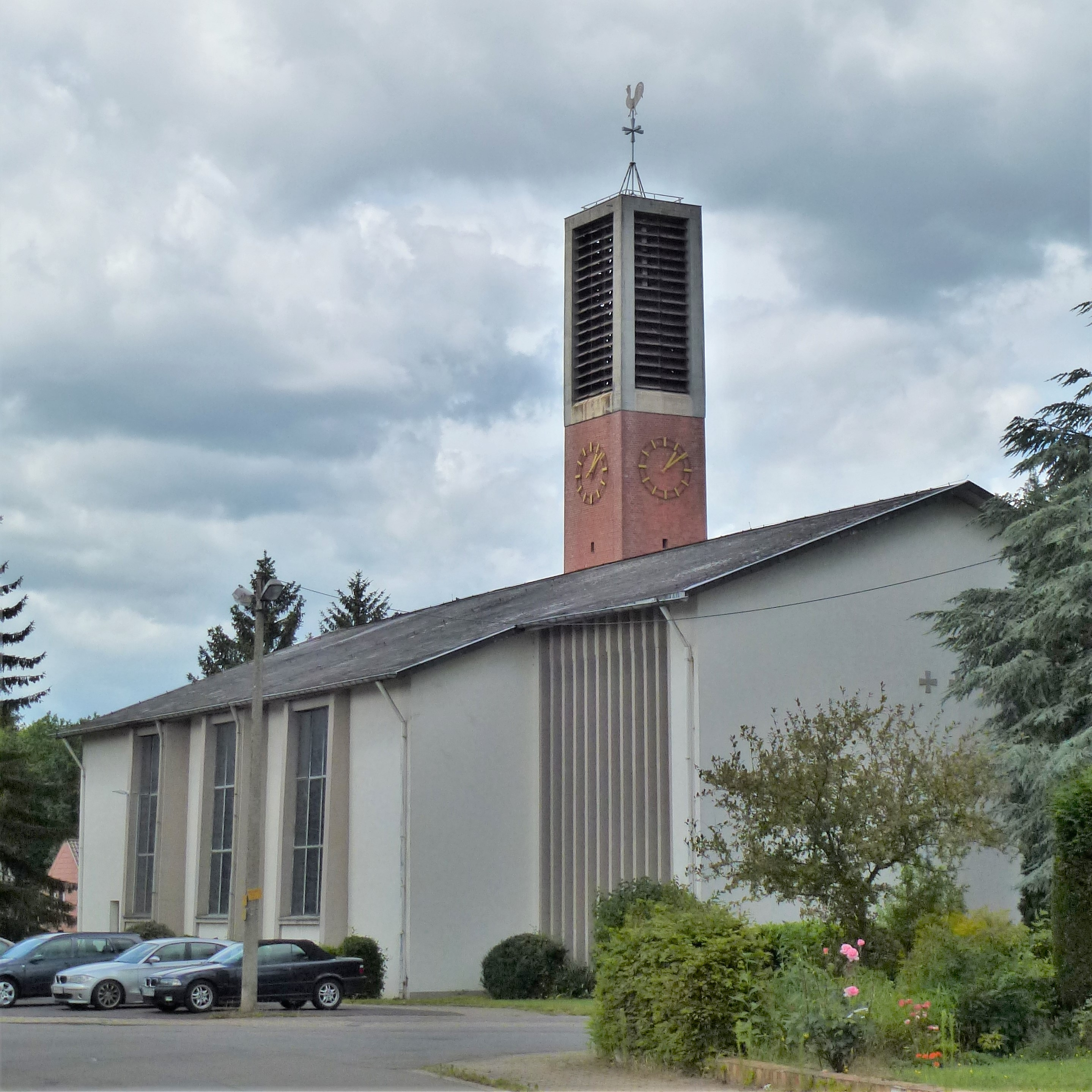
Piuskirche am Neuen Kirchplatz, erbaut 1959–1960

## Geschichte
Bereits vor dem Zweiten Weltkrieg war das Gebiet nördlich der bebauten Ortslage von Saarwellingen dünn besiedelt, vor allem im Bereich der Straße zum außerhalb gelegenen Bahnhof Saarwellingen-Nalbach (heute B 405). Der Großteil dieser Ebene war zu dieser Zeit allerdings noch vom Hochgerichtswald bedeckt, woher auch die Bezeichnung der späteren Siedlung rührt.
Diese wurde nach dem Zweiten Weltkrieg angelegt, als das Saarland unter dem Protektorat Frankreichs stand (siehe auch: Saarland 1947 bis 1956), um dem erhöhten Bedarf an Wohnraum gerecht zu werden, der sich vor allem durch den Aufschwung der nahegelegenen Industriebetriebe ergab. Die Lage bot sich durch die Nähe zur Dillinger Hütte, zum Werk von Dynamit Nobel und dem geplanten Industriegebiet Saarwellingen-Dickenwald. Das benachbarte Ford-Werk Saarlouis eröffnete 1970.
In der Folge entwickelte sich ein eigener Stadtteil, der etliche Merkmale eines eigenen Ortes zeigte: Mit der Ludwig-Geraldy-Schule gab es eine eigene Grundschule, Post und Sparkasse eröffneten Filialen vor Ort, zahlreiche Geschäfte, Gastronomiebetriebe und eine Tankstelle siedelten sich an. Den Höhepunkt dieser Entwicklung bildete die Gründung der Pfarrei St. Pius, die den Bau einer eigenen Pfarrkirche (1959–1960) mit Gemeindezentrum und eines Kindergartens zur Folge hatte. Später erhielt der Ortsteil noch eine Sonderschule mit einem Behindertenwohnheim und einem Integrativen Kindergarten. Bis vor wenigen Jahren hatte auch das Saarwellinger Forstamt seinen Sitz im Wald. In unmittelbarer Nähe befindet sich zudem das Saarwellinger Schulzentrum.
Der Wald erlangte allerdings nie den Status eines eigenständigen Ortsteiles mit Ortsrat, sondern gehört, da es auch keine bauliche Trennung gibt, schon immer zum Ortsteil Saarwellingen.